# Menhir von Bourg-Jardin

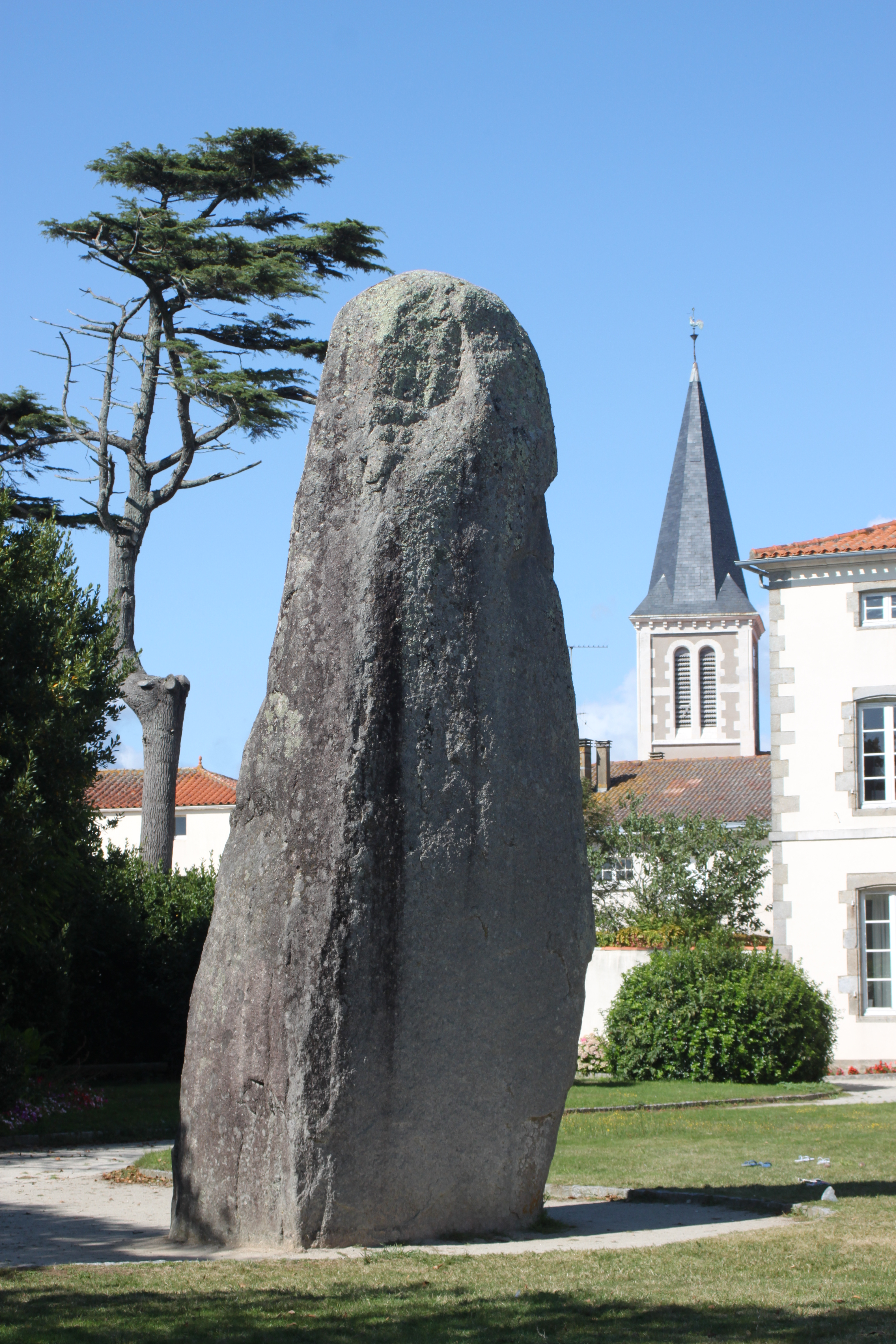
Menhir von Bourg-Jardin

Der Menhir von Bourg-Jardin (auch Menhir le Roi, Roi des Menhirs, Menhir du Camp de César genannt) steht in Avrillé im Département Vendée in Frankreich zugänglich von der Rue Georges Clemenceau.
Der etwa 7,2 m hohe und etwa 85 Tonnen schwere Menhir steht in einem Garten hinter dem Rathaus. Er wurde auf allen Seiten von Naturkräften und Menschenhand geglättet. Nach einigen Exemplaren in der Bretagne (Menhir von Kerloas, Menhir vom Champ Dolent, Menhir von Saint-Uzec) ist er einer der größten Menhire Frankreichs. Im Jahr 1889 wurde er als Monument historique anerkannt. Der Menhir ist der einzige Überlebende von drei Steinen, die hier bis zum 20. Jahrhundert standen. Das „Alignment de la Pierre“ (auch Alignement de La Petite Pierre) liegt etwa 850 m westlich. Die Alignements du Bois du Fourgon stehen in der Nähe des Château de la Guignardière.